# Maraschia caspica
Maraschia caspica là một loài bướm đêm trong họ Noctuidae.